# Intendencia del Meta
La intendencia del Meta fue una antigua entidad territorial de Colombia que correspondía a la totalidad del hoy departamento del Meta, ubicado al centro-oriente del país. La entidad fue creada por decreto n.º 177 del 18 de febrero de 1905 con la totalidad del área del antiguo territorio de San Martín, que pertenecía al departamento de Cundinamarca. Finalmente la ley 118 del 16 de diciembre de 1959 elevó al Meta a la categoría de departamento.

## División territorial
En el año 1905 la intendencia del Meta estaba conformada por los municipios de Villavicencio (3.958 hab.), San Martín (2001), Orocué (1.488) y Cabuyaro (385).